# Donald L. Horowitz
Donald L. Horowitz (nacido en 1939) es maestro James B.Duke en leyes y ciencia política la escuela de la Duke Law School y la Universidad Duke en Durham, Carolina del Norte, Estados Unidos.
Ganó su doctorado en la Universidad de Harvard en 1968 y también recibió grados de la Universidad de Siracusa. Es un especialista en el estudio de conflictos étnicos y autor de los libros Grupos Étnicos en Conflicto (Universidad de Periodismo de California, 1985), Una Sudáfrica Democrática? Ingeniería constitucional en una Sociedad Dividida (Universidad de Periodismo de California, 1991) y El Disturbio Étnico Mortífero (Universidad de Periodismo de California, 2001). Se ha desempeñado como consultor en los problemas de sociedades divididas y en políticas para reducir en conflicto étnico en las ubicaciones que incluyen Rusia, Rumanía, Nigeria, Tataristán e Irlanda del Norte. En 2006, Horowitz fue nombrado secretario de estado de los Estados Unidos en Promoción de la Democracia.
Con anterioridad a su cita en Duke, Horowitz estuvo trabajando como abogado en el Departamento de Justicia y emprendió búsqueda en el Centro de relaciones exteriores de Harvard, el Centro internacional para académicos Woodrow Wilson, la Institución Brookings y el Instituto Smithsoniano. Es socio de la Academia estadounidense de las artes y las Ciencias. Fue coondecorado en 2013, con la medalla de Berlín y membresía en la Academia estadounidense en Berlín.

## Obras
- Estructura y Estrategia en Conflicto Étnico
- Instituciones conciliadoras y Procesos constitucionales en estados de post.conflicto
- Diseño constitucional: Propuestas vs Procesos
- Tribunales constitucionales: Un Primer para Fabricantes de decisiones
- Los Muchos Usos del Federalismo
- Resolución de conflicto en un Emergiendo Multilateral Mundo